# Birgit Jischa
Birgit Jischa (* 28. April 1973) ist eine österreichische Politikerin (SPÖ). Sie ist seit 2014 Abgeordnete zum Wiener Landtag bzw. Mitglied des Wiener Gemeinderates.

## Ausbildung und Beruf
Jischa besuchte das Naturwissenschaftliche Realgymnasium mit Darstellender Geometrie des BG und BRG Schwechat und legte dort 1991 die Matura ab. Sie absolvierte danach ein Kolleg für Kunststofftechnik am TGM Wien und maturierte dort zusätzlich im Jahr 1993. In der Folge studierte Jischa Internationalen Betriebswirtschaft an der Universität Wien, wobei sie sich in den Bereichen Finanzrecht, Revision und Treuhandwesen sowie Internationale Rechnungslegung spezialisierte.
Beruflich war Jischa von 2002 bis 2004 als Revisionsassistentin bei der BDO Auxilia Treuhand GmbH, Wirtschaftsprüfungs- und Steuerberatungsgesellschaft & bei der Dr. Feuerstein Wirtschaftstreuhand Kommanditpartnerschaft tätig. Danach war sie von 2005 bis zum April 2014 im Sekretariat der Abteilungsleitung der Finanzabteilung der Wiener Gebietskrankenkasse beschäftigt. In der Folge arbeitete sie von April 2014 bis April 2016 als Bezirkssekretärin der SPÖ Simmering.

## Politik und Funktionen
Jischa begann ihre politische Karriere in der Sozialistischen Jugend, der sie von 1991 bis 2001 angehörte. Danach war sie von 2002 bis 2011 Vorstandsmitglied der Jungen Generation Simmering und wirkte von 2005 bis 2014 als Bezirksrätin in Simmering. Ab 2011 war Jischa zudem Finanzausschuss-Vorsitzende der Bezirksvertretung Simmering. Sie wurde am 26. November 2014 als Abgeordnete zum Wiener Landtag und Mitglied des Gemeinderates der Stadt Wien angelobt, wobei sie dabei  Eva-Maria Hatzl nachfolgte, die auf den Posten der Bezirksvorsteherin von Simmering gewechselt war. 2015 wurde sie zur Schriftführerin im Landtag bzw. Gemeinderat gewählt. Innerparteilich hat sie zudem seit 2009 die Funktionen der Bezirksfrauenvorsitzende-Stellvertreterin der SPÖ-Frauen Simmering inne und ist Beisitzerin im Bezirksparteivorstand der SPÖ Wien-Simmering. Bei ihrer Angelobung als Landtags- und Gemeinderatsabgeordnete nannte Jischa die Armutsbekämpfung, die Schaffung von Arbeits- und Ausbildungsplätzen in Schulen und Betrieben sowie den Ausbau der öffentlichen Verkehrsmittel in Simmering als ihre Hauptanliegen.